# Олайбар
Олайбар (баск. Olaibar (офіційна назва), ісп. Oláibar) — муніципалітет в Іспанії, у складі автономної спільноти Наварра. Населення — 224 особи (2009).
Муніципалітет розташований на відстані близько 330 км на північний схід від Мадрида, 8 км на північний схід від Памплони.
На території муніципалітету розташовані такі населені пункти: (дані про населення за 2009 рік)
- Берайс: 0 осіб
- Ендеріс: 90 осіб
- Олайс: 26 осіб
- Олаве: 30 осіб
- Осакайн: 53 особи
- Осавіде: 8 осіб
- Сандіо: 17 осіб

## Демографія
Динаміка населення (INE ):

## Галерея зображень

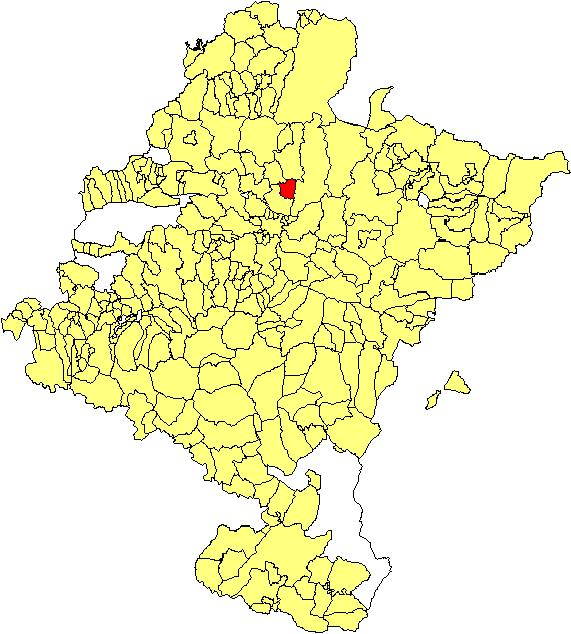
Розташування муніципалітету